# Benz 28/30 PS
La Benz 28/30 PS ( foto (JPG), su et.mercedes-benz-clubs.com. URL consultato il 22 gennaio 2021 (archiviato dall'url originale l'11 aprile 2013).) era un'autovettura di lusso prodotta dal 1905 al 1908 dalla Casa automobilistica tedesca Benz & Cie.

## Storia e caratteristiche
Nel 1905 la Benz Parsifal 22PS, autovettura di lusso con propulsore da 3.5 litri, venne tolta di produzione: al suo posto furono lanciati due modelli. Il primo, di cilindrata inferiore, era la 18PS, con motore da 3.2 litri, mentre il secondo, con motore da 4.5 litri, era la 28/30 PS.

Quest'ultimo modello utilizzava le medesime soluzioni dell'antenata e della 18PS prodotta nello stesso periodo: utilizzava un telaio in lamiera d'acciaio stampata a cui venivano fissate le sospensioni ad assale rigido con molle a balestra ed i freni. Quello a mano era a ganasce, mentre quello a pedale era a ceppi, ed agiva sulla trasmissione. Quest'ultima poteva essere a cardano o a catena, a seconda della preferenza del cliente.

Quanto al motore, esso era un 4 cilindri in linea a corsa lunga (105x130 mm) della cilindrata di 4520 cm³. La distribuzione era ad asse a camme laterale comandato da ingranaggi, mentre l'alimentazione era affidata ad un carburatore a getto. Questo motore raggiungeva una potenza massima di 30 CV a 1400 giri/min, quanto bastava per assicurare alla vettura un allungo massimo di 75 km/h.

La 28/30 PS era disponibile in due varianti di passo ed in tre varianti di carrozzeria: double-phaeton, limousine e landaulet. A seconda di tali caratteristiche veniva venduta a prezzi compresi tra 18.500 e 21.500 marchi.

La 28/30 PS fu tolta di produzione alla fine del 1908 per essere sostituita l'anno seguente dalla 20/35 PS.